# ليجني ثيلوي
ليجني ثيلوي (بالفرنسية: Ligny-Thilloy)‏ هي بلدية تقع في إقليم باد كاليه من منطقة نور با دو كاليه في شمال فرنسا. تبلغ مساحة هذه المدينة 10.29 (كم²)، وترتفع عن سطح البحر 111 م، يبلغ عدد سكانها 555 نسمة حسب إحصاء المعهد الوطني للإحصاء والدراسات الاقتصادية سنة 2009 م. وترأس Dominique Deleplace البلدية خلال فترة (2008-2014).